# Gyök (kémia)

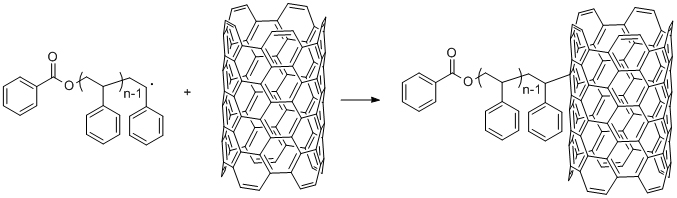
Polisztirol szabad gyökből képződött egyfalú szén nanocső

A (kétértékű) trimetilénmetán szabad gyök sematikus képlete

Metabolikus peroxinitrit utak

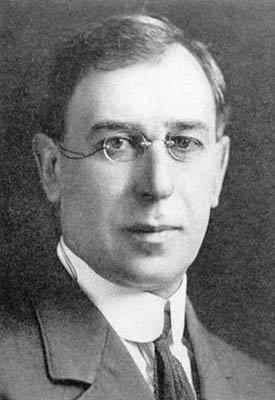
Moses Gomberg (1866–1947), a gyökkémia alapítója

A trifenilmetilgyök olyan stabil gyök, amelyben delokalizált a párosítatlan elektron, valamint sztérikusan zsúfolt, ami megnehezíti más molekulákkal történő reagálását. Ily módon jó példa a stabil szabad gyökökre

A gyökök olyan atomok, molekulák vagy ionok, amelyek egy vagy több párosítatlan vegyértékelektronnal rendelkeznek. A külső atompályán lévő, egyedülálló elektronok miatt igen nagy reakciókészséggel és rövid élettartammal bírnak. A gyakorlatban a gyökök gyakran olyan oxigén-, nitrogén-, kén- vagy szénközpontú molekulákat, illetve molekularészleteket jelentenek, amelyek elektronszerzés céljából nagyon gyorsan kémiai reakcióba lépnek más vegyületekkel. Ez a folyamat végeredményben ahhoz vezet, hogy a célmolekula szerkezetében és funkciójában változást okoznak.
A kismértékben eltérő jelentésű szabad gyökök kifejezést jellemzően a biokémia területén használják, általában azokat a gyököket jelölik így, amelyek élettartama elég hosszú ahhoz, hogy az élő szervezet anyagaival reakcióba lépjenek. A szabad gyökök élő sejten kifejtett hatásainak jelentős élettani következményei lehetnek. Ennek során az élő szervezetben olyan redoxi kaszkádrendszert indítanak meg, amely károsíthatja a fehérjéket, a nukleinsavakat és a lipideket. Károsító hatásukat azzal fejtik ki, hogy az adott szervezet ép sejtjeiből is igyekeznek elvonni a szükséges elektront. Sejtrongáló tevékenységük miatt sejtméregnek is nevezik a szabad gyököket. Nevezetes példa a hidroxilgyök (HO•) molekulája, amely egy hidrogénnel kevesebbet tartalmaz a vízmolekulához képest, és az oxigénjéhez egy szabad vegyérték kapcsolódik.
{\displaystyle {\ce {A:B ->A* +B*}}} – gyökös bomlás
{\displaystyle {\ce {A:B ->A+ +B-}}} – ionos bomlás

## Felfedezésük
Faraday 1847-es közleménye is említést tesz létezésükről. Fenton 1894-ben közölte le, hogy bizonyos fémek jelenlétében a H2O2 hidroxilgyökök (OH•) képződését képes katalizálni. Az első beazonosított szerves szabad gyök a trifenil-metil-gyök volt, amelyet Moses Gomberg 1900-ban fedezett fel (University of Michigan, USA). Történelmileg a gyök kifejezést használták a molekula kötött részeinek kifejezésére, leírására, különösen, ha azok változatlanok maradtak a kémiai reakciókban. Ma ezeket funkciós csoportoknak nevezik.

## Farmakológiai hatásaik
A szabad gyökök szerepének megértése nagy előrelépést jelentett az orvostudományban, és bizonyos betegségek esetében jelentősen megváltoztatta a kialakulásukkal és kezelésükkel kapcsolatos felfogást. Szabad gyökök az élő szervezetben élettani körülmények között is keletkeznek, de bejuthatnak külső környezetből is, élelmiszerekkel (avasodás a legismertebb oxidációs folyamat), belégzéssel vagy bőrön keresztül. A káros szabad gyökök jelentős részét az emberi szervezet képes hatástalanítani. A védelmi mechanizmusok enzimes és nem enzimes elemek összefüggő rendszeréből állnak, ám ezek sok esetben elégtelenek. Számos tudományos felismerés igazolja a szabad gyökök közvetlen vagy közvetett hatását a szignáltranszdukcióra. A szervezet redox-homeosztázisát bonyolult, érzékeny rendszer biztosítja, amelyben külső és belső tényezők egyaránt szerepet kapnak. Az élő szervezet működésének feltétele a szabad gyök–antioxidáns egyensúly, amely nélkülözhetetlen a sejtproliferáció és az apoptotikus sejtpusztulás szigorú szabályozásához.
Számos krónikus betegség kialakulásában jelentős szerepe van a szabad gyök–antioxidáns egyensúly eltolódásának, így pl.: daganatos betegségekben, immunrendszerrel kapcsolatos elváltozásokban, zsírmájban, epekőbetegségben, gyulladásos bélbetegségekben, vastagbélrákban. Számos betegség patofiziológiájában feltételezik a szabad gyökök és az általuk okozott oxidatív stressz szerepét, azonban e folyamatoknak pontosabb megismerése, annak eldöntése, hogy az oxidatív stressz oka vagy következménye az egyes betegségeknek, még nem teljesen tisztázott. E betegségek lefolyása idején a természetes antioxidáns védekezés csökkenését mutatták ki. A kutatók felvetették, hogy a természetes antioxidáns anyagok pótlásával esetleg az oxidatív károsodás csökkenthető, és ezzel a betegségek előrehaladása késleltethető.